# Харви Милк
Харви Бърнард Милк е американски политик и първият открит гей мъж, избран на изборна държавна длъжност в щата Калифорния като член на Санфранциския общински съвет.
Първоначално политическият и гей активизъм не са от интерес за Милк. Той дълго време не е открит за хомосексуалността си и не участва в инициативи от обществен интерес до ок. 40-годишна възраст, когато попада под влиянието на контракултурата на 60-те.
Милк напуска Ню Йорк и се установява в Сан Франциско през 1972 г., точно по времето на миграцията на гей мъже към квартал Кастро. Извличайки полза от растящата политическа и икономическа мощ на квартала, за популяризира интересите си, той трикратно прави неуспешни кампании с кандидатура за позиция в общинския съвет. Театралните му кампании печелят голяма популярност и той печели мандат като общински съветник през 1977 г., като част от по-широките социални промени, които градът претърпява по онова време.
Милк заема поста в продължение на 11 месеца, за които успява да прокара наредба, признаваща и уреждаща определени права за гей хората в града. На 27 ноември 1978 г. Милк и кметът Джордж Москоне биват убити от Дан Уайт – друг общински съветник, който напуснал поста си, но искал да се върне. Даян Файнстайн поема поста кмет след смъртта на Москоне и назначава друг открит гей на мястото на Милк.
Избирането на Милк става възможно благодарение на – а и самото то е – сериозна промяна в политиката на Сан Франциско. Убийствата и последвалите след тях събития са резултат от продължителни идеологически конфликти в града.
Въпреки кратката си кариера в политиката, Милк се превръща в икона на Сан Франциско и мъченик на гей-лесбийското движение за равни права. През 2002 г. Милк е определен като най-известната и „най-значима открита ЛГБТ политическа фигура, избирана някога на публичен пост в САЩ“. Ан Кроненберг, ръководител на последната му предизборна кампания, пише за него: Това, което различава Харви Милк от мен и вас, е че той бе визионер. В главата си той си представяше един справедлив свят и си постави за цел да го създаде в действителност, за всички нас.
Милк посмъртно е удостоен с Президентски медал за Свобода през 2009 г.